# Csepregi Gyula
Csepregi Gyula (Miskolc, 1958. szeptember 28. – Miskolc, 2014. november 17.) magyar szaxofonművész. A magyar zenei társadalom megítélése szerint ő volt Magyarország "vezető szaxofonosa".
A Liszt Ferenc Zeneművészeti Egyetem volt tanáraként, közel húszéves tanári működésének következtében a ma hallható, s szintén hírnevet szerzett fiatalabb szaxofonos nemzedék számos jeles képviselője az ő tanítványaként kezdte pályáját.
Emellett a Magyar Rádió volt tánczenekarának, a jelenleg önállóan működő Stúdió 11 zenekarnak is szólistája és művészeti vezetője volt.

## Életpályája
1980-ban került a Bartók Béla Zeneművészeti Főiskola tanszakára. Egy évvel később már az akkoriban Magyarország leghíresebb dobosának tartott Kovács Gyula zenekarában tűnt fel szólistaként.
1982-től kezdve az élvonalbeli dzsessz muzsikusok szinte mindegyikével folyamatosan koncertezett. Szívesen hívta őt zenekarába többek között Kőszegi Imre, Babos Gyula, Szakcsi Lakatos Béla, Pege Aladár. Többször is zenélt Presser Gábor, a Bikini zenekar, Szűcs Judit, vagy Komár László mellett. Gyakran feltűnt Cserháti Zsuzsa, Zoltán Erika, Gergely Róbert, Balázs Fecó, Hobo, Tátrai Tibor, Demjén Ferenc lemezén. Ennek köszönhetően több mint félezer hazai könnyűzenei kiadványon találkozhatunk nevével.
Ugyanakkor egyre több nemzetközi jazz sikert könyvelhetett el magának. Bejárta egész Skandináviát különböző ottani és amerikai muzsikusokkal. Megismerték a nevét Angliában és Németországban is, ahol egyre több nemzetközi big band hívta szólistaként vendégszerepelni.
1982 és 1986 között már állandó tagja Pege Aladár együttesének, mellyel bejárja szinte egész Európát.
1984-ben Vasvári Pállal, Szakcsi Lakatos Bélával és Jávori Vilmossal megalapította a Magyar Jazz Quartettet. Lemezük, amely New Age címen jelent meg több mint 20ezer példányban kelt el. E zenekar is számos külföldi sikert ért el. Csepregi Gyula ekkor kapja meg első eMeRTon díját.
1988-tól tagja a Magyar Rádió tánczenekarának a Stúdió 11-nek.
Egy évvel később Vasvári Pállal létrehozta az In Line nevű formációt. 1990-ben jelent meg első szólóalbuma In Line címmel. Az In Line zenekar több mint 15 albumot készített, s ezek külföldön még sikeresebbnek bizonyultak, mint itthon. Olyan legendás muzsikusok is szívesen képviseltették magukat, mint az egykori LGT dobosa, Solti János vagy a jazz egyik doyenje, Kőszegi Imre.
1997-től tagja volt egy nemzetközi All Stars zenekarnak, ahol partnerei voltak Mike Stern gitáros, Dave Samuels vibrafonos (Spyro Gyra), Russel Fernante zongorista (a többszörös Grammy-díjas Yellow Jackets zenekarból), valamint a legendás Weather Report dobosa, Alex Acuna. Twin Lines Project néven adtak koncerteket világszerte.
2007-ben újra összeállt a Magyar Jazz Quartet: Szakcsi Lakatos Béla, Csepregi Gyula, Vasvári Pál és Jávori Vilmos. Jávori Vilmos dobos halála után az ő helyét Szende Gábor vette át. A Last Time Together című album az elhunyt, kiváló magyar szaxofonosnak, Lakatos Ablakos Dezsőnek és Jávori Vilmosnak állított emléket.
2008-ban barátjával, Rátonyi Róberttel megalapította a Csepregi-Rátonyi duót.

## Díjai, elismerései

### Magyar díjak
A Magyar Rádió alapította eMeRTon-díj:
- 1986: Az év jazz zenekara (Magyar Jazz Quartett)
- 1995: Életműdíj (Stúdió 11 zenekar)
- 1996: Az év hangszeres szólistája
- 1997: Az év jazz együttese
- 1998: Az év felfedezettje (Hungarian World Music Orchestra)
- 1998: Magyar Rádió Nívódíj
- 2000: Magyar Rádió Nívódíj
- 2009: a Magyar Jazz Szövetség által alapított Szabó Gábor-díj
- 2010: Liszt Ferenc-díj

### Nemzetközi elismerések
- A legjobb szólista (Montreux-i Jazz Fesztivál)
- Különdíj (Hágai Fesztivál)
- Nívódíj (Finn Rádió)
- A kiemelkedő szólista díja (Norvég EBU fesztivál)

## Elismerései
Az ötszörös eMeRTon-díjas, kétszeres nívódíjas, Liszt Ferenc-díjas művész többször részesült nemzetközi elismerésben is, úgymint a Montreux-i Jazz Fesztivál "legjobb szólista" díja, a Hágai Fesztivál különdíja, vagy a Finn Rádió Nívó díja, illetve a Norvégiában megrendezett EBU Fesztivál "Kiemelkedő szólista" díja.